# Pará de Minas (tiểu vùng)
Pará de Minas là một tiểu vùng thuộc bang Minas Gerais, Brasil. Tiều vùng này có diện tích 1766 km², dân số năm 2007 là 106784 người.